# Espeletia argentea
Espeletia argentea, comúnmente llamada frailejón plateado, es una especie herbácea de la familia Asteraceae. Es endémica de Colombia.

## Descripción
Planta de porte erguido que alcanza entre 1 a 1,5 m de altura. Hojas muy densamente lanudas, estrigosas en ambas caras, alternas, raramente opuestas, enteras, finamente lanceoladas, o lineales inflorescencias amarillas, con flores de 3 cm de diámetro, corimbosas, florecillas subtendidas por una escama ligulada, membranaceal.

## Taxonomía
Espeletia argentea fue descrita por Humb. & Bonpl. y publicado en Plantae Aequinoctiales 2(9): 14. 1809[1808].
Etimología
Espeletia: nombre genérico otorgado en honor a José Manuel de Ezpeleta, el virrey de Nueva Granada en 1789 – 1797. 
argentea: epíteto latino que significa "plateado".
Sinonimia
- Espeletia argentea f. phaneractis (S.F.Blake) Cuatrec.
- Espeletia argentea subsp. phaneractis S.F.Blake
- Espeletia nivea Moritz ex Wedd.
- Espeletia phaneractis (S.F.Blake) A.C.Sm.
- Espeletia phaneractis subsp. boyacensis Cuatrec.[3]